# John Syz
John Syz, auch John Syz-Schindler (* 23. März 1859 in Brooklyn; † 27. März 1939 in Zürich), war ein Schweizer Unternehmer, Verbandsfunktionär und freisinniger Politiker.

## Leben

### Familie
John Syz entstammte der Familie Syz aus dem ehemaligen Zürcher Freiamt Affoltern.
Er war der Sohn des Kaufmanns und Konsuls Johannes Syz (* 31. Januar 1822 in Knonau; † 21. Dezember 1883 in Zürich) und von dessen Ehefrau Anna (geb. Landis) (* 11. September 1831 in Richterswil; † 25. Februar 1901 in Zürich). Er hatte noch sechs Geschwister; seine Schwester Anna Selina Syz (* 6. Juni 1856 in New York; † 19. Februar 1926 in Zürich) war mit dem Hochschullehrer Gustav Schulthess-Rechberg (1852–1916) verheiratet. Sein Onkel war Heinrich Landis.
Nach seiner Geburt kehrte die Familie 1861 in die Schweiz zurück. Er heiratete 1891 Susanna Klara, die Tochter des Seidenfabrikanten Caspar Schindler; gemeinsam mit seiner Ehefrau hatte er zwei Söhne und eine Tochter. Sein Schwager war der Unternehmer und Politiker Samuel Dietrich Schindler.
Seine Trauerfeier wurde durch den Organisten Viktor Schlatter begleitet und er wurde auf dem Privatfriedhof Hohe Promenade in Zürich beigesetzt.

### Werdegang
John Syz besuchte das Untergymnasium und die kaufmännische Abteilung der Industrieschule (siehe Kantonsschule Rämibühl) in Zürich und die Ecole de commerce in Lausanne. 1876 begann er eine kaufmännische Ausbildung bei Cramer-Frey & Co. in Zürich und war anschliessend drei Jahre beruflich in Paris und London sowie zwei Jahre in New York tätig. Aufgrund des Todes seines Vaters kehrte er darauf in die Schweiz zurück.
Nachdem er im Jahr 1890 Teilhaber geworden war, übernahm er im Jahr 1900 die Geschäftsleitung der Weberei Dietikon. Ein Jahr später änderte er den Firmennamen in Weberei Syz & Co., bevor er das Unternehmen 1918 in eine Aktiengesellschaft umwandelte.
1905 wurde er in die Generalversammlung der Aktienbrauerei Zürich (seit 1925 Löwenbräu Zürich) gewählt. Von 1909 bis 1914 war er Mitglied und von 1915 bis 1937 Vizepräsident des Verwaltungsrats der Zürich-Versicherungsgesellschaft und 1910 wurde er Vizepräsident des Verwaltungsrats der Moskauer Textil-Manufaktur in Glarus; im selben Jahr wurde er auch in den Verwaltungsrat der Textil-Union Rüti gewählt, die sich jedoch 1924 bereits wieder auflöste.
Im Jahr 1915 wurde er in den Vorstand der Schweizerischen Importvereinigung für Baumwolle und Baumwollfabrikate gewählt. Er war von 1915 bis 1922 Mitglied des Verwaltungsrats der Rentenanstalt (siehe Swiss Life); 1924 wurde er Mitglied des Verwaltungsrats der Zürcher Freilager AG, 1927 Vizepräsident des Verwaltungsrats der «Vita» Lebensversicherungs-AG in Zürich, einer Tochtergesellschaft der Zürich Versicherungs-Gesellschaft und 1929 Mitglied des Verwaltungsrats der Maschinenfabrik Honegger (siehe Maschinenfabrik Rüti) und 1937 der Bank Leu.
1938 trat er von seinem Amt im Verwaltungsrat der Schweizerischen Kreditanstalt (siehe Credit Suisse) zurück.

### Politisches und gesellschaftliches Wirken
John Syz gehörte der Freisinnigen Partei an und war von 1909 bis 1917 Zürcher Kantonsrat und vom 4. Juni 1917 bis zum 1. November 1919 Nationalrat; im Nationalrat folgte er dem verstorbenen Robert Billeter in die Kommission für die Prüfung der Wahlakten.
Zu diversen Zeitpunkten hat John Syz Positionen in verschiedenen Organisationseinheiten innegehabt, sowohl auf lokaler Ebene in Zürich als auch auf nationaler sowie internationaler Ebene; so wurde er unter anderem 1904 zum Vorsitzenden des internationalen Kongresses der Baumwollindustriellen gewählt und war später deren Vizepräsident.
In dem Zeitraum zwischen den Jahren 1897 und 1911 hatte er die Rolle des Vorsitzenden und von 1911 bis 1924 des Vizepräsidenten im Schweizerischen Spinner-, Zwirner- und Weberverein (siehe Textilverband Schweiz) innegehabt; später wurde er zum Ehrenpräsidenten ernannt. Er spielte eine Schlüsselrolle bei der Gründung sowie Leitung des Arbeitgeberverbands für die Textilbranche zwischen den Jahren 1906 und 1931. Zusätzlich gehörte zu seinen Aktivitäten die Gründung eines weiteren Organisationsverbands für Baumwollproduzenten auf internationaler Ebene, welchen er dann zwischen den Jahren 1920 und 1924 geleitet hat.
Er unterstützte 1903 den Zürcher Arzt Theodor Zangger (1864–1940), der ein Asyl für Gemütskranke bauen lassen wollte, sodass sich am 16. Dezember 1903 ein Initiativ-Komitee konstituierte, und die Anstalt Hohenegg 1912 eröffnet werden konnte.
1909 wurde er Mitglied des Vorstands und war von 1917, als Nachfolger von Hans Wunderly-von Muralt, bis 1935 Präsident der Kaufmännischen Gesellschaft (seit 1919 Zürcher Handelskammer) sowie von 1924 bis 1934, als Nachfolger von Alfred Frey, Präsident des Schweizerischen Handels- und Industrievereins und der Schweizerischen Handelskammer sowie des Schweizerischen Ausschusses der Internationalen Handelskammer. Im Handels- und Industrieverein folgte ihm Hans Sulzer (1876–1959) als Präsident.
Während des Ersten Weltkriegs war er Präsident der Importvereinigung für Baumwolle und Baumwollfabrikate.
Als Delegierter des Bundesrats nahm er an verschiedenen internationalen Arbeiterschutzkonferenz teil und war 1917 Chef einer Delegation in die USA, die bei Präsident Woodrow Wilson die Wirtschaftsinteressen der Schweiz vertrat. Es gelang ihm hierbei erfolgreich, eine Vereinbarung zu treffen, in der es um die Entsendung von Getreide und Rohstoffen, wie Kupfer und Baumwolle für die Schweiz ging. Eine Ernennung zum ausserordentlichen Gesandten und bevollmächtigten Minister der Schweiz in Washington im April 1917 durch den Bundesrat lehnt er ab.
Über einen längeren Zeitraum war er Mitglied und später Präsident der Kirchenpflege Grossmünster, bis er 1931 zurücktrat. 1918 war er Vorsitzender des Komitees der vier Kirchenpflegen des ersten Stadtkreises von Zürich, das sich mit dem Bau eines Gemeindehauses befasste. Er wurde 1922 zum Mitglied der Kirchensynode gewählt. 1938 trat er aus dem Vorstand der Positiv-evangelischen Vereinigung Zürich aus.
1919 wurde er Quästor des Schweizerischen Aktionskomitees für den Völkerbund. 1920 wurde er Mitglied des Schweizerischen Hilfswerks in Belgien. 1924 bestellte ihn der Bundesrat in die eidgenössische Fabrikkommission (siehe Fabrikgesetz) bestellt, in der er bis blieb 1930.

### Mitgliedschaften
John Syz war Mitglied im Schweizerischen Alpenclub und später Präsident der Sektion Uto.
Von 1904 bis zu seinem Tod war er Vorstandsmitglied in der Museumsgesellschaft Zürich und er war Mitgründer und Präsident der Martin Stiftung in Erlenbach.
Als Nachfolger von Hans Konrad Pestalozzi war er von 1909 bis 1925 Zunftmeister und seit 1925 der erste Ehrenzunftmeister der Zunft zur Saffran, der er seit 1894 angehörte.
1931 trat er von seinem Amt als Präsident des Bezirkskomitees der Gesellschaft für Sonntagsfeier zurück.
Er war 1928 Quästor des Zürcher Hilfskomitees für die Mission in Indien.

## Schriften (Auswahl)
- Hans Wunderly-von Muralt. In: Neue Zürcher Zeitung vom 2. Januar 1921. S. 5 (Digitalisat).